# Bocaina (Piauí)
Bocaina is een gemeente in de Braziliaanse deelstaat Piauí. De gemeente telt 4.371 inwoners (schatting 2009).
De gemeente grenst aan São João da Canabrava, Sussuapara, São José do Piauí, Santo Antônio de Lisboa (Piauí) en São Luis do Piauí.